# Мирмехис японский
Мирмехис японский (лат. Myrmechis japonica) — вид травянистых растений рода Мирмехис (Myrmechis) семейства Орхидные (Orchidaceae). По результатам молекулярно-филогенетических исследований этот вид отнесён к роду Odontochilus Blume.

## Ботаническое описание

Цветок

Листья

Многолетнее травянистое растение. Побеги ползучие, слабо приподнимающиеся, моноподиальные, равномерно облиственные на всем протяжении. Подземная часть побега (корневище) несет влагалищные листья с недоразвитыми листовыми пластинками. Корни отсутствуют или очень короткие (2—4 мм длиной). Надземная часть побега (со цветоносом) до 8—15 см высотой. Листьев 5—7, широкоовальные или яйцевидные, зелёные, тупые, 5—12 мм длиной и 4—8 мм шириной. Черешки до 1 см длиной, расширенные внизу. Влагалища короткие, плёнчатые.
Цветонос опушен длинными белыми многоклеточными волосками. Цветки зигоморфные, одиночные, реже их 2—3, белые, часто с розовым оттенком снаружи, с сильным и приятным ароматом, до 7 мм длиной. Прицветники до 6 мм длиной, плёнчатые, узкотрёхгранные, с 1 жилкой, по краям с длинными многочисленными волосками. Наружные листочки околоцветника до 7 мм длиной, ланцетные, постепенно суженные к тупой верхушке; верхний наружный листочек — отогнут назад, боковые — восходящие, линейные. Губа Т-образная, слегка длиннее листочков околоцветника, у основания вздутая, без шпорца, разделена в верхней части на 2 обратно-треугольные лопасти. Колонка очень короткая. Плод — прямая, сидячая коробочка. Цветение в июле—августе, плоды созревают в октябре. Хромосомы 2n=56.

## Распространение и экология
Южные Курилы (острова Кунашир и Итуруп), Япония (острова Хоккайдо и Хонсю), Корея и Китай (север провинции Фуцзянь, запад Сычуани, юго-восток Тибета, северо-запад Юньнани). Темнохвойные, хвойно-широколиственные и горные леса. Предпочитает расти на моховом покрове.

## Охрана
Вид включён в приложение II конвенции СИТЕС, в Красную книгу России и Сахалинской области: охраняется на территории Курильского заповедника и заказника «Островной».